# Naimasaari (ö i Birkaland)
Naimasaari är en ö i Finland. Den ligger i vattendraget Hiidenvuolle och i kommunen Lembois i den ekonomiska regionen Tammerfors och landskapet Birkaland, i den södra delen av landet, 140 km nordväst om huvudstaden Helsingfors. Öns area är 0,2 hektar och dess största längd är 80 meter i nord-sydlig riktning.